# Партиципаторный музей
Партиципато́рный музей (англ. participate — участвовать) — учреждение культуры, в котором «посетители могут заниматься творчеством, обмениваться впечатлениями и общаться на связанные с учреждением темы».

## Об авторе термина
Нина Саймон — куратор и музейный эксперт в области организации взаимодействия с публикой, исполнительный директор Музея искусства и истории в Санта-Крузе, автор книг и статей по теории современного искусства, например The Art of Relevance, Museum 2.0.
В 2010 выпустила одноимённую книгу «Партиципаторный музей», которая впоследствии некоторыми экспертами была описана как «будущее классической музеологии» и «незаменимый гид». В России издание было опубликовано в 2017 году издательством Ad Marginem, тиражом 3000 экземпляров.

## Описание
Термин описывает новой направление в культурной деятельности, а именно музее — партиципаторном подходе (от англ. Participate — участвовать). Участие подразумевает под собой вовлечение зрителей в происходящий культурный процесс и отказ от авторитарной позиции руководства. Важным моментом является привлечение людей в диалог между музеем и собой и сделать посетителей активными соучастниками культурного процесса.
Автор повествует об определённых методиках, которые рекомендуется использовать музеям для увеличения аудитории и их вовлечения в культурный процесс. С помощью соучастия, по мнению Нины Саймон, зритель становится частью музейной жизни и её развития или регресса.
Сама книга поделена на 11 глав, каждая из которых рассматривает аспекты партиципаторного опыта, которые возможно реализовать в музее. Концепция партиципаторного музея (музея соучастия) оценивает перспективы соучастия музея и зрителя, описываются digital платформы и то, как они создаются, а также повествуется о том, как сотрудничество и коммуникация с отдельным посетителем или группой отличается от сотрудничества в научной деятельности.

## Суть термина
Партиципаторность строится на приглашение зрителей стать частью музейной жизни: создать собственный объект или же приобщиться к чужому творческому опыту.
Идея автора заключается в том, что в эпоху интернета большинство людей, в особенности школьники и студенты привыкли к тому, чтобы их завлекали в процесс с помощью социальных сетей и современные культурные учреждения должны подстраиваться под эту тенденцию и создавать выставочные проекты согласно данному процессу развития. Этому могут способствовать традиционные маркетинговые ходы, которые задействуют ведение страниц в социальных сетях, e-mail рассылки, создание сайта для музея. Также, при углубленном изучении данного термина важно применять такие техники вовлечения как коллективные игры и индивидуальный подход к каждому зрителю.
Партиципаторность является высшей степенью коллаборативности, и основная миссия заключается в том, чтобы голос публики был услышан и принят руководителями музейных институций.
Сегодня музеи стараются включать различные методы соучастия в аспектах вовлечения аудитории. Они выходят за пределы одного места и распространяются как в городское, так и в цифровое пространство, создавая при этом новый новый потенциал эмоционального восприятия аудиторией.
Кроме того, зрители являются не просто потребителями, а творцами искусства и его медиумом. К. Кравагна отмечает, что художественные практики, основанные на соучастии важны, потому что производят изменения на «символическом уровне»: совершают трансформацию в сознании участников, способствуют росту гражданской сознательности, предлагают варианты критического осмысления социокультурной ситуации.
Так или иначе, музеи стремятся заполнить недостающие за годы социальные связи со зрителями и вписаться в общественные изменения посредством критического переосмысления своей деятельности.
Значимость теории заключается в получении коммуникационного опыта от музейной организации. Человеку нужно встроиться в культурное пространство, где он находится в потоке происходящего. Основная суть посыла заключается в том, что важно создать креативное пространство, где мы все сможем взаимодействовать с происходящим в культурной сфере и иметь возможность обучаться и приобретать новые знания с интересом и креативом.
Партиципаторный музей открыл многим музеям «второе дыхание» и продолжает это делать, опирать на актуальные коммуникационные стратегии по привлечению потенциального зрителя. С помощью Нины Саймон и её теории многие музейные институции, от крупных до региональных, приобрели незаменимые навыки в построении связи с человеком, который приходит или только хочет посетить выставочное пространство.

## Предпосылки развития термина
В 1990е Николя Буррио публикует эссе о «реляционном искусстве», где вводится термин «эстетика взаимодействия», который обосновывает искусство как процесс вовлечения зрителя. Новой формой искусства стали «встречи, свидания, демонстрации, различные типы сотрудничества между людьми». Однако существует различие между теорией Николя Буррио и Нины Саймон, которое заключается в том, что первый автор анализирует стратегии, которые используют для вовлечения зрителей в художественный процесс сами создатели произведений искусства, в то время как Нина Саймон пишет о том, что могут сделать в этом направлении именно представляющие художников институции.

## Применение концепции партиципаторного музея в массовой культуре
Музей Santa Cruz Museum of Art and History одним из первых внедрил в свою выставочную деятельность партиципаторные элементы участия. Посетители могут оставлять комментарии на счет того, что можно улучшить в музее, какие инновации они хотели бы видеть в будущем. Зрители также могут приносить свои работы и выставлять их на выставках. Музей активно ищет возможности партиципаторности в рамках современного развития общества.
Галерея Tate Britain решила открыть свою коллекционную базу данных для всех желающих. Так, галерея представила метаданные о произведениях искусства и художниках из своей коллекции-всего в коллекции хранится более 70 000 объектов искусства. Все данные предоставлены на языке .JSON, который обычно используется для обработки данных. С помощью предоставления в общем доступе этих данных, любой может извлечь информацию и использовать в своих целях. Так, например, дизайнер Флориан Краутли изобразил объём работ каждого отдельного художника, представленного в галерее. Астроном Джим Давенпорт прописал высоту и ширину всех работ в коллекции Tate Britain.
Изучая все комментарии людей, был сделан вывод, что обмен данными заставляет людей говорить о художниках и произведениях, анализировать, визуализировать и интерпретировать данные. Люди участвовали в процессе изучения коллекций и предлагали свои варианты и самое главное знакомились с большим количеством работ галереи, о которых раньше могли и не слышать.

## Критика
Многие критики обвиняют концепцию партиципаторного музея в том, что она заглушает настоящие знания, обескураживает и делает искусство банальным, посредственным и ложно демократизированным.
«Мнения экспертов исчезают, так как в процессе упрощения люди перестают учиться у тех, кто обладает авторитетными знаниями о музеях и искусстве. Они начинают общаться друг с другом, думая что такое общение обогатит их культурно, хотя они абсолютно не правы, человеку всегда нужно учиться у тех, кто больше знает и может чему-то научить».
Все больше экспертов сходятся во мнении, что партиципаторный музей-это просто участие ради участия, которое не несет никакой ценности. Музеи применяют данную концепцию для того, чтобы зритель почувствовал себя нужным, а самое важное, чтобы он просто пришел и создал видимость большого потока людей, якобы интересующихся искусством.